# Markuszewo
Markuszewo (deutsch Markuschöwen, 1938 bis 1945 Markushöfen) ist ein Ort in der polnischen Woiwodschaft Ermland-Masuren. Er gehört zur Gmina Łukta (Landgemeinde Locken) im Powiat Ostródzki (Kreis Osterode in Ostpreußen).

## Geographische Lage
Markuszewo liegt am Nordufer des Jezioro Tabórz (deutsch Taber-See) im Westen der Woiwodschaft Ermland-Masuren, elf Kilometer nördlich der Kreisstadt Ostróda (deutsch Osterode in Ostpreußen).

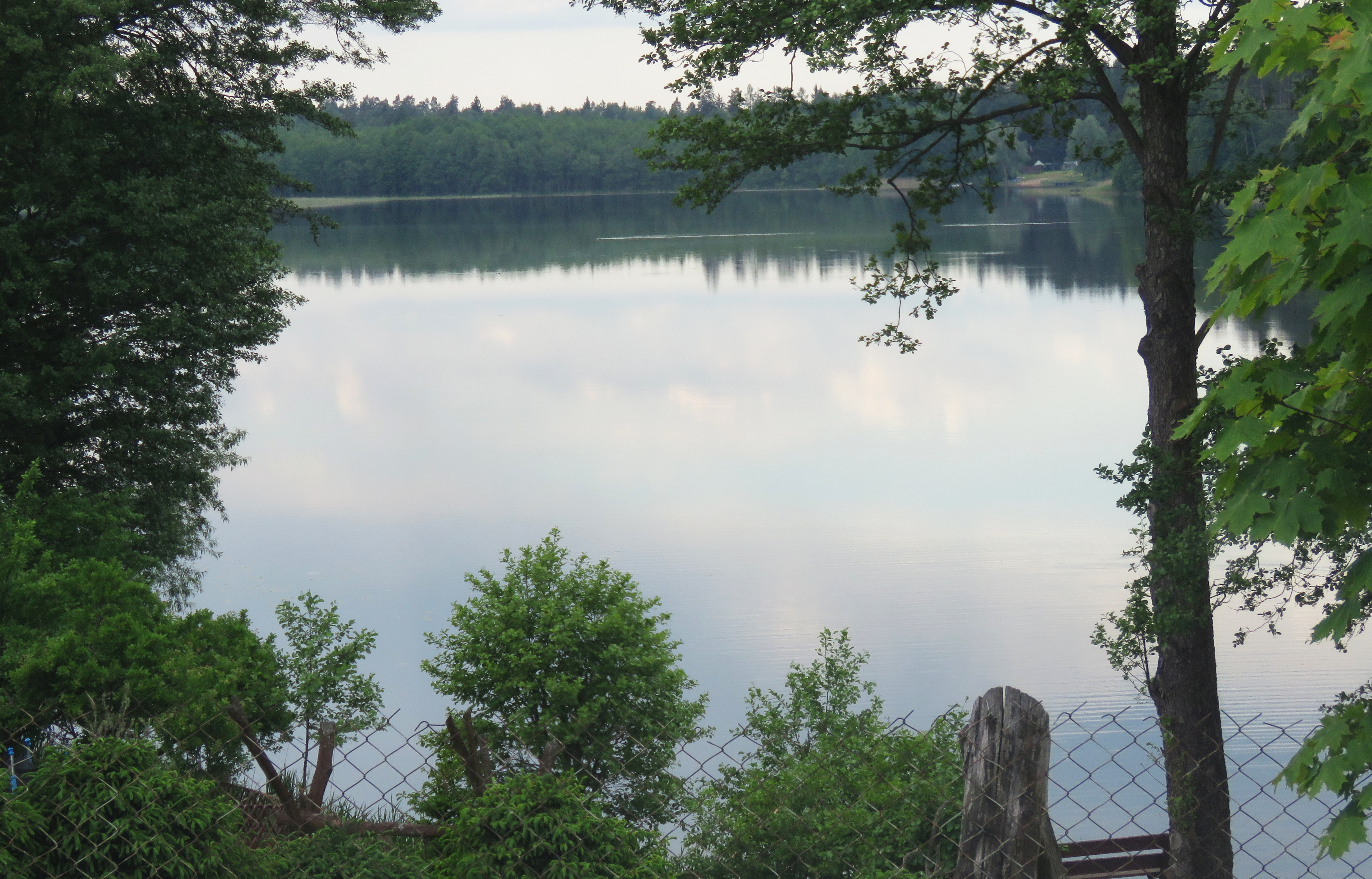
Blick auf den Jezioro Tabórz (Taber-See)

## Geschichte
Der ursprünglich lediglich aus einem kleinen Gehöft bestehende Ort Markuschewski (um 1785 Markeschewen, nach 1785 Markuschhöfen, nach 1820 Markuschewen, nach 1900 Markusschöwen) kam 1874 zum Amtsbezirk Ramten (polnisch Ramoty) im Kreis Osterode in Ostpreußen und wurde später als Wohnplatz von Taberbrück (polnisch Tabórz) in den Amtsbezirk Taberbrück umgegliedert. Im Jahre 1910 zählte er zwölf Einwohner. Aus politisch-ideologischen Gründen der Abwehr fremdländisch klingender Ortsnamen wurde Markuschöwen am 3. Juni – amtlich bestätigt am 16. Juli – in „Markushöfen“ umbenannt.
Als 1945 in Kriegsfolge das gesamte südliche Ostpreußen an Polen abgetreten werden musste, war auch Markushöfen davon betroffen. Der Ort erhielt die polnische Namensform „Markuszewo“ und ist heute – eingegliedert in das Schulzenamt (polnisch Sołectwo) Tabórz (Taberbrück) – eine Ortschaft im Verbund der Landgemeinde Łukta (Locken) im Powiat Ostródzki (Kreis Osterode in Ostpreußen), bis 1998 der Woiwodschaft Olsztyn, seither der Woiwodschaft Ermland-Masuren mit Sitz in Olsztyn (Allenstein) zugehörig.

## Kirche
Bis 1945 war Markuschöwen resp. Markushöfen in die evangelische Kirche Locken in der Kirchenprovinz Ostpreußen der Kirche der Altpreußischen Union, außerdem in die römisch-katholische Kirche Osterode in Ostpreußen eingepfarrt.
Heute gehört Markuszewo katholischerseits zur Pfarrei Łukta im Erzbistum Ermland, evangelischerseits zur Kirche Łęguty (Langgut), einer Filialkirche von Ostróda in der Diözese Masuren der Evangelisch-Augsburgischen Kirche in Polen.

## Verkehr
Markuszewo ist auf einer Nebenstraße von Tabórz aus direkt zu erreichen. Eine Bahnanbindung besteht nicht.